# Villalobón
Villalobón ist eine nordspanische Kleinstadt und Hauptort einer Gemeinde (municipio) mit 1.900 Einwohnern (Stand: 2024) in der Provinz Palencia in der Autonomen Gemeinschaft Kastilien-León.

## Lage und Klima
Villalobón liegt in der Region Tierra de Campos auf der kastilischen Hochebene in einer Höhe von ca. 785 m. Die Provinzhauptstadt Palencia befindet sich mit ihrem Stadtzentrum etwa vier Kilometer (Fahrtstrecke) südöstlich. Das Klima im Winter ist durchaus kalt, im Sommer dagegen warm bis heiß; die eher spärlichen Regenfälle (ca. 491 mm/Jahr) fallen überwiegend im Winterhalbjahr.

## Bevölkerungsentwicklung
| Jahr      | 1970 | 1981 | 1991 | 2001 | 2011 | 2021 |
| Einwohner | 383  | 308  | 257  | 406  | 1405 | 1768 |

## Sehenswürdigkeiten

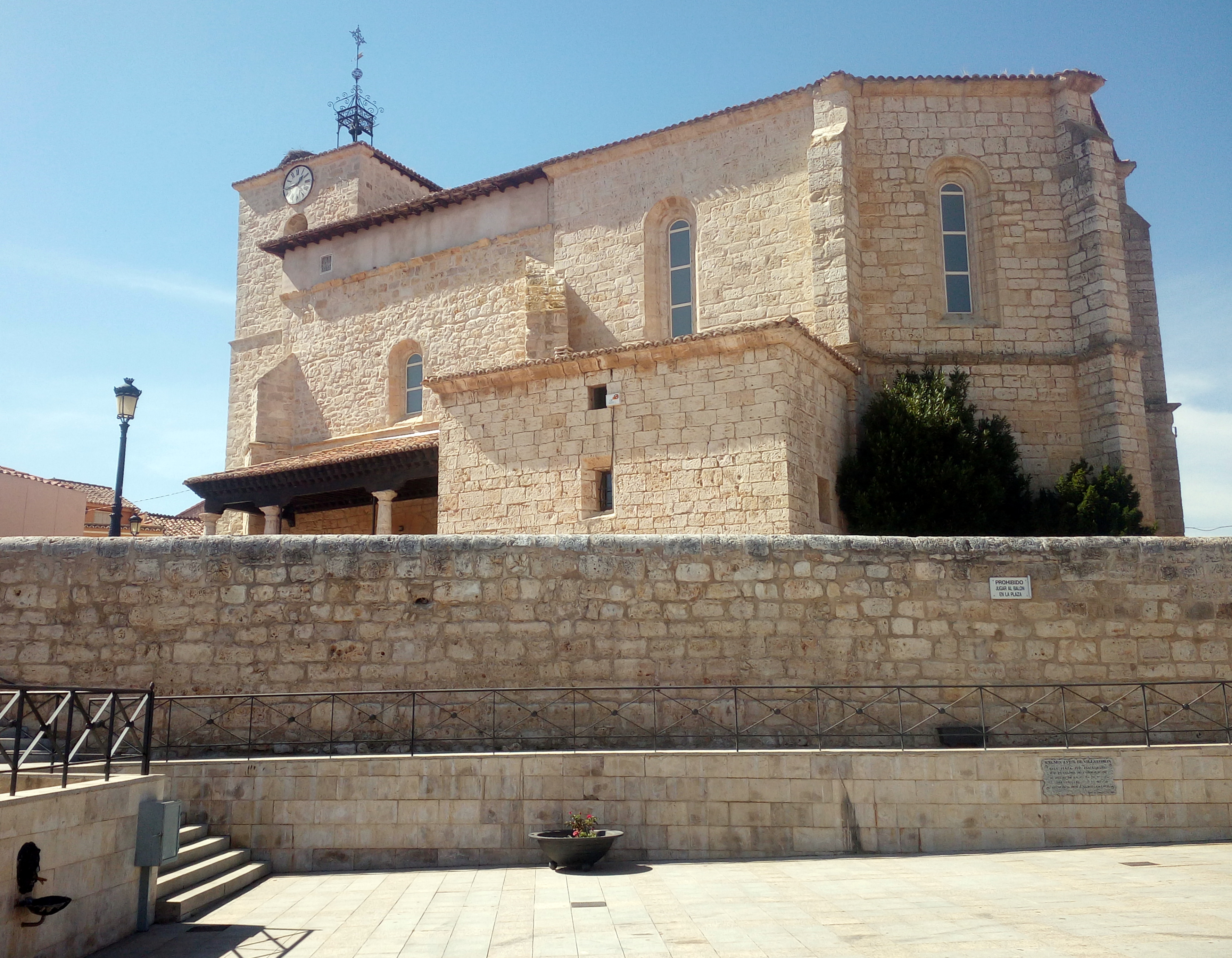
Himmelfahrtskirche
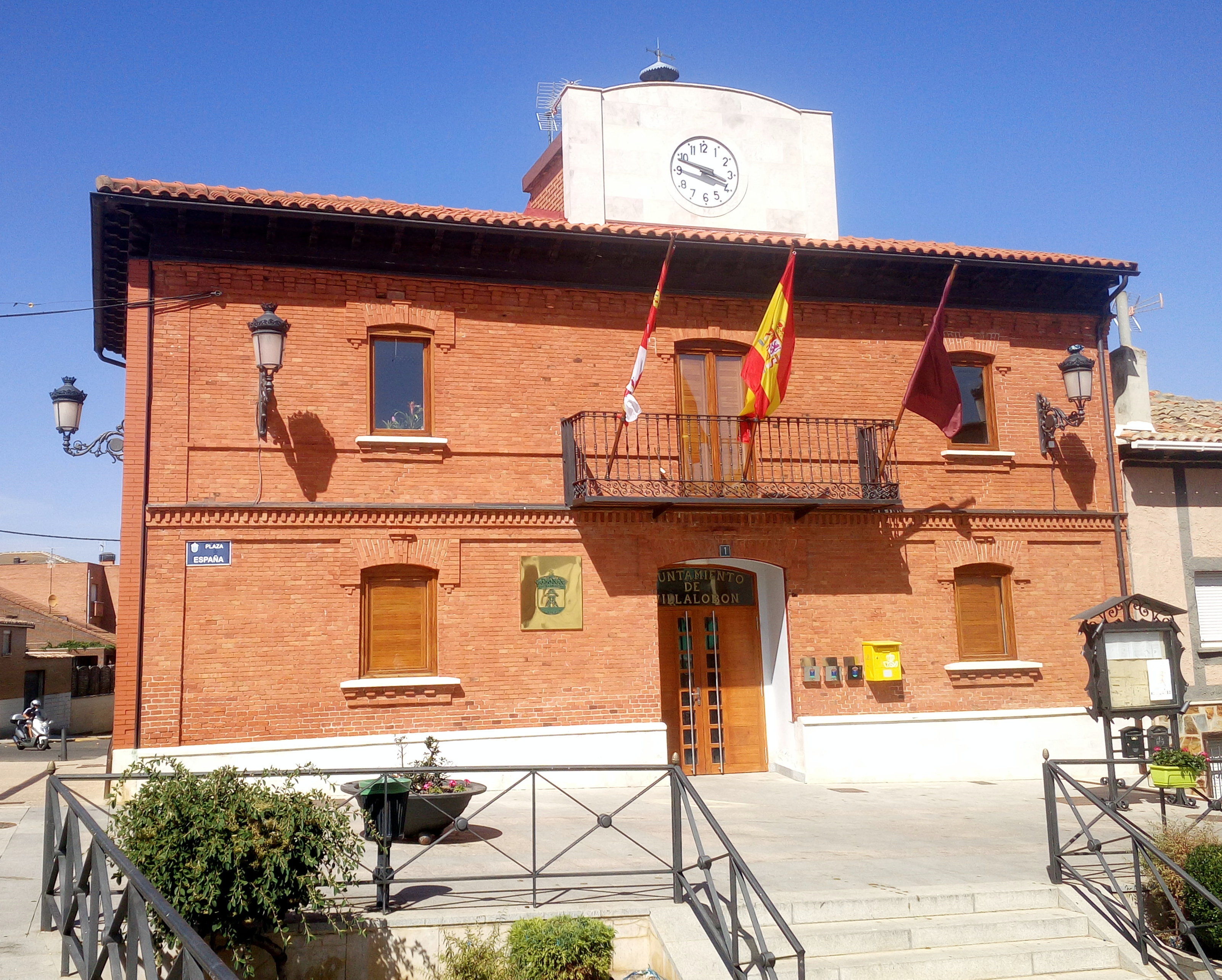
Rathaus

- Laurentiuskapelle
- Christopheruskapelle
- Johanniskapelle

- Himmelfahrtskirche
- Rathaus